# Ormosia coccinea
Ormosia coccinea (лат.) — вид древесных растений семейства Бобовые (Fabaceae); источник характерных семян, известных как гуайруру.

## Распространение
Вид произрастает в Центральной Америке, на территории Коста-Рики, в Доминиканской Республике, на Кубе, в Гондурасе, Никарагуа, Панаме, и встречается в большей части Южной Америки, во Французской Гвиане, Гайане, Суринаме, Венесуэле, Бразилии, Колумбии, Боливии, Перу и Эквадоре.

## Описание
Крупное дерево, высотой до 30 м, с вертикальным цилиндрическим стволом, диаметром до 90 см. Кора коричневая и тёмная вплоть до чёрной.
Цветки фиолетового цвета, характерные для бобовых. Плоды содержат от одного до двух семян, которые окрашены чёрным цветом на одну треть и красные в остальной части.
Семена можно легко спутать с семенами других бобовых.
Токсикология растения изучена слабо, но семена Ormosia coccinea обладают меньшей токсичностью, по сравнению с семенами других видов бобовых, например Abrus precatorius, которые очень внешне похожи, но имеют белые углубления на чёрных участках и характеризуются значительно меньшим размером. Другие похожие семена имеют растения Rhynchosia precatoria и Sophora secundiflora.

## Значение и применение
Семена этих деревьев известны в культуре южноамериканских народов под названием гуайруру имеют красную окраску с чёрным пятном охватывающим одну треть поверхности. Эти семена ядовиты и традиционно используются для изготовления украшений и других декоративных либо ритуальных изделий.
Семена известны как huayruro в Перу , Nene или Chumico в Коста-Рике и Peony в Венесуэле.